# 4コマ漫画作品の一覧
4コマ漫画作品の一覧（よんこままんがさくひんのいちらん）は、日本において発表された4コマ漫画作品の一覧である。
数多くの4コマ漫画作品をすべて記述することは不可能であるため、ここでは、ウィキペディア日本語版に既に記事のある作品のみを、連載開始年（もしくは初出年）の古い順に掲げる。

## 1920年代
- 『ノンキナトウサン』（麻生豊）（1922年-1926年）
- 『正チャンの冒険』（東風人 / 原作：織田小星）（1926年-1929年）

## 1930年代
- 『フクちゃん』（横山隆一）（1936年-1971年）

## 1940年代
- 『マァチャンの日記帳』（手塚治虫）（1946年-年内）
- 『ヤネウラ3ちゃん』（南部正太郎）（1946年-1949年）
- 『サザエさん』（長谷川町子）（1946年-1974年）
- 『轟先生』（秋好馨）（1949年-1972年）
- 『デンスケ』（横山隆一）（1949年-1955年）

## 1950年代
- 『女中のおトラさん』→『おトラさん』（西川辰美）（1950年-1969年）
- 『クリちゃん』（根本進）（1951年-1965年）
- 『天使の玉ちゃん』（藤子不二雄）（1951年-1952年）
- 『まっぴら君』（加藤芳郎）（1954年-2002年）
- 『ほのぼの君（旧）』（佃公彦）（1956年-1962年）
- 『仙人部落』（小島功）（1956年-2014年）

## 1960年代
- 『ハルコちゃん』（矢崎武子）（1962年-年内）
- 『今日も一日』（柳原良平）（1962年-1966年）
- 『小さな恋のものがたり』（みつはしちかこ）（1962年-2014年）
- 『フジ三太郎』（サトウサンペイ）（1965年-1991年）
- 『いじわるばあさん』（長谷川町子）（1966年-1971年）
- 『サンワリ君』（鈴木義司）（1966年-2004年）
- 『ジャンケンポン』（泉昭二）（1969年-2023年3月）

## 1970年代
- 『ちびっこ紳士』→『ほのぼの君（新）』（佃公彦）（1970年-2007年）
- 『キノコ♥キノコ』（みを・まこと）（1972年-1979年）
- 『Oh!バイトくん』（いしいひさいち）（1972年-1981年）
- 『わんころべえ』（あべゆりこ）（1975年-連載中）
- 『ゝゝ（チョンチョン）こまめちゃん』（あなだ♠もあ）（1977年-1986年）
- 『ペエスケ』（園山俊二）（1979年-1992年）
- 『OH!!ミスター』（福地泡介）（1979年-年内）

## 1980年代
- 『あっぱれサン』（秋竜山）（1980年-1982年）
- 『かりあげクン』（植田まさし）（1980年-連載中）
- 『MY HOMEギジェ』（岩崎摂）（1981年-1984年）
- 『気まぐれコンセプト』（ホイチョイ・プロダクションズ）（1981年-連載中）
- 『おとぼけ課長』（植田まさし）（1981年-2017年）
- 『コボちゃん』（植田まさし）（1982年-連載中）
- 『ゲタばきかあちゃん』（コジロー）（1982年-1992年）
- 『本場ぢょしこうマニュアル』（有間しのぶ）（1982年-1990年）
- 『べーしっ君』（荒井清和）（1984年-連載終了年不明）
- 『自虐の詩』（業田良家）（1984年-1990年）
- 『コージ苑』（相原コージ）（1985年-1988年）
- 『つるピカハゲ丸』（のむらしんぼ）（1985年-1995年）
- 『ドーモ君』（福地泡介）（1985年-1995年）
- 『ぼのぼの』（いがらしみきお）（1986年-連載中）
- 『STOP劉備くん!』/『GOGO玄徳くん!!』（白井恵理子）（1987年-連載中（掲載誌休廃刊に伴う中断多数））
- 『パロ野球ニュース』→『やくやくスポーツランド』→『まんがパロ野球ニュース』（やくみつる）（1987年-1999年）
- 『オバタリアン』（堀田かつひこ）（1987年-1998年、-2008年）
- 『だらくやストア物語』（臼井儀人）（1987年-1990年）
- 『甘えんじゃねえよ!』（吉田戦車）（1988年-1990年）
- 『激烈バカ』（斉藤富士夫）（1988年-1994年）
- 『ちくろ幼稚園』（西原理恵子）（1988年-1994年）
- 『ここだけのふたり!!』（森下裕美）（1988年-2002年、2008年）
- 『青春くん』（とがしやすたか）（1989年-2008年）
- 『Dr.椎名の教育的指導!!』（椎名高志）（1989年-1990年）
- 『伝染るんです。』（吉田戦車）（1989年-1994年）
- 『少年アシベ』（森下裕美）（1989年-1994年）
- 『OL進化論』（秋月りす）（1989年-連載中）

## 1990年代

### 1990年
- 『× -ペケ-』（新井理恵）（-1999年）
- 『のんぽり魂』（椎名高志）（-1991年）
- 『クマのプー太郎』（中川いさみ）（-1994年）
- 『いしいひさいちのCNN』（いしいひさいち）（-1995年）
- 『C級さらりーまん講座』（山科けいすけ）（-連載中）

### 1991年
- 『混セでSHOWTIME』（みずしな孝之）（1991年、1992年-1994年）
- 『となりの山田くん』→『ののちゃん』（いしいひさいち）（-連載中）
- 『おかえり まーさん』（小池田マヤ）（-1998年）
- 『SENGOKU』（山科けいすけ）（-1993年）

### 1992年
- 『激猿シアター』（上西園茂宣）（-1994年）
- 『グランプリ天国』（村山文夫）（-連載中）
- 『BOXERケン』（江口寿史）（-1993年）
- 『お姫様はFine』（こだま学）（-1993年）
- 『へそで茶をわかす』（茶畑るり）（-連載終了年不明）

### 1993年
- 『ストII爆笑!!4コマギャグ外伝』（橋口隆志）（-1996年）
- 『ササキに願いを』→『ササキ様に願いを』（みずしな孝之）（-1999年、2004年）
- 『かしましハウス』（秋月りす）（-2003年）
- 『ももいろシスターズ』（ももせたまみ）（-2002年）
- 『LET'S ぬぷぬぷっ』（三ツ森あきら）（-1999年）
- 『はるなちゃん参上!』（秋吉由美子）（-2009年）
- 『サミット学園』（Norio）（-1996年）
- 『おれたちゃドラゴンズ』（くらはしかん）（-連載中）

### 1994年
- 『うめぼしの謎』（三笠山出月）（-1996年）
- 『がんばれ!ドモンくん ガンダムパーティ』（ときた洸一）（-1997年）
- 『星のズンダコタ』（ひらのあゆ）（-1998年）
- 『そんな奴ァいねぇ!!』（駒井悠）（-2009年）
- 『すすめ!!ダイナマン』（池田匠）（-1998年）
- 『カッピー』（みながわまさゆき）（-1998年）
- 『幕張サボテンキャンパス』（みずしな孝之）（-2003年）
- 『エン女医あきら先生』（水城まさひと）（-2008年）

### 1995年
- 『南第一学園』（紫部さかな）（-1998年）
- 『美川べるのの青春ばくはつ劇場』（美川べるの）（-2010年）
- 『HIGH SCORE』（津山ちなみ）（-連載中）
- 『グルームパーティー』（川島よしお）（-1999年）
- 『僕のかわいい上司さま』（小池田マヤ）（-1999年）
- 『うちの母親待ったなし』（秋吉由美子）（-2007年）
- 『脳みそプルン!』（川口憲吾）（-2002年）
- 『私立T女子学園』（竹田エリ）（-2001年）
- 『赤菱のイレブン』（古沢優）（-連載中）

### 1996年
- 『ねこロジカル』（高田三加）（連載終了年不明）
- 『みずほちゃんNONSTOP!』（山口りな（-2000年）
- 『Mr.ボォ』→『ワガハイ』（砂川しげひさ）（-2002年）
- 『めだかの学校』（森ゆきえ）（-2005年）
- 『かいしゃいんのメロディー』（大橋ツヨシ）（連載終了年不明）
- 『るすばんの達人』（大橋ツヨシ）（-1999年）
- 『ロダンのココロ』→『ロダンのココロ句』（内田かずひろ）（-2002年、2008年-連載中）

### 1997年
- 『星のカービィ ウキウキ大冒険』（タイジャンホクト）（-1998年）
- 『ポケットモンスター ギャグワールド』（向水遥・山崎渉・他）（-年内）
- 『会計チーフはゆ〜うつ』（おーはしるい）（-2007年）
- 『家政婦♥エツ子』→『家政婦のエツ子さん』（こいずみまり）（-2014年）
- 『せんせいのお時間』（ももせたまみ）（-2013年）
- 『電脳炎』（唐沢なをき）（-2007年）
- 『まんがで発見たまごっち 爆笑4コマ劇場』（後藤英貴）（-1999年）
- 『B.B.Joker』（にざかな）（-2002年）
- 『二人が一番!』（窪田まり子）（-2006年）
- 『戦場のハピィ・ライフ』（美川べるの）（-連載中（休載中））
- 『せんせいになれません』（小坂俊史）（-2018年）
- 『マツイ日記は知っている!』（荒木ひとし）（-2005年）
- 『戦え!アナウンサー』（みずしな孝之）（-2003年）
- 『パサラちゃん』（竹田エリ）（-2008年）
- 『ワンダフルワールド』（たかなし霧香）（-2006年）

### 1998年
- 『聖★高校生』（小池田マヤ）（-2010年）
- 『めだSCORE』（津山ちなみ、森ゆきえ）（-2001年）
- 『幻想曲芸団』（紫部さかな）（-1999年）
- 『とらぶるツインズ』（吉田美紀子）（連載終了年不明）
- 『…すぎなレボリューション』（小池田マヤ）（-2002年）
- 『ラディカル・ホスピタル』（ひらのあゆ）（-連載中）
- 『派遣社員 松島喜久治』（ふじのはるか）（-1999年、2000年-2010年）
- 『ちびとぼく』（私屋カヲル）（-2007年）
- 『まつのべっ!』（秋吉由美子）（-2003年、2004年-2007年）
- 『げまげま』（コゲどんぼ→こげどんぼ*）（-連載中）

### 1999年
- 『がんばれ酢めし疑獄!!』（施川ユウキ）（-2004年）
- 『ママがライバル』→『プリティ・ママがライバル!』（吉田美紀子）（-2006年）
- 『あずまんが大王』（あずまきよひこ）（-2002年）
- 『ご夫婦ダイアリー』→『夫婦な生活』→『もっと!夫婦な生活』（おーはしるい）（-2018年）
- 『月刊フリップ編集日誌』（小坂俊史）（-2002年）
- 『コンビニぶんぶん』（藤島じゅん）（-2005年）
- 『電脳やおい少女』（中島沙帆子）（-2006年）
- 『派遣です!』（おおた綾乃）（-2009年）
- 『ただいま勤務中』（辻灯子）（-2003年）
- 『べたーふれんず』（辻灯子）（-2003年、2005年-2006年）
- 『サルゲッチュ ウキウキ大作戦!』（後藤英貴）（-2011年）
- 『ひがわり娘』（小坂俊史）（-2006年）
- 『ルリカ発進!』（ひらのあゆ）（-2001年）
- 『Good Morning ティーチャー』（重野なおき）（-2012年）
- 『派遣戦士 山田のり子』（たかの宗美）（-連載中）
- 『大高 女クラ物語』→『女クラのおきて』（師走冬子）（-2006年）
- 『サイダースファンクラブ』（小坂俊史）（-2007年）
- 『ぼくの彼女はウエートレス』（重野なおき）（-2004年）
- 『主任がゆく!』（たかの宗美）（-連載中）
- 『どきどき姉弟ライフ』（後藤羽矢子）（-2003年）
- 『サークルコレクション』（小坂俊史）（-2003年）
- 『銀のしっぽ』（森真理）（-2016年）
- 『あさぎちゃんクライシス!』（弓長九天）（-2000年、2005年-2010年）
- 『ふたご最前線』（辻灯子）（-2010年）
- 『ぱじ』（村上たかし）（-2004年）

## 2000年代

### 2000年
- 『スーパーメイドちるみさん』（師走冬子）（-2014年）
- 『あんずちゃん』（田中しょう）（-連載中）
- 『いちごオムレツ♥』（半澤香織）（-2008年）
- 『荒井清和の4コマワイドショー』（荒井清和）（-2013年）
- 『辣韮の皮』（阿部川キネコ）（-2009年）
- 『ひまじん』（重野なおき）（-2012年）
- 『ミッドナイトレストラン7to7』（胡桃ちの）（-連載中）
- 『ましろ☆ふっとタイム』（おおた綾乃）（-2006年）
- 『どこでもハムスター』（猫部ねこ）（-2002年）
- 『かなりハッピー!!』（富永ゆかり）（-2006年）
- 『花の湯へようこそ♥』（渡辺志保梨）（-2010年）
- 『ぽけっとタマちゃん』（いでえいじ）（-2006年）
- 『おねがい朝倉さん』（大乃元初奈）（-2019年）
- 『島の人』（ひらのあゆ）（-2011年）
- 『COMAGOMA』（森下裕美）（-2004年）
- 『いつも心に太陽新聞!!』（師走冬子）（-2003年、2005年-2006年）
- 『あおいちゃんとヤマトくん』（師走冬子）（-2010年）
- 『多重人格探偵サイチョコ』（ひらりん / 原作：大塚英志）（-2010年）

### 2001年
- 『はんそくねこまんが』→『ねこまんが（まんがくらぶオリジナル版）』（こいずみまり）（-2013年）
- 『わくわくワーキング』（おーはしるい）（-2019年）
- 『妹は思春期』（氏家ト全）（-2008年）
- 『とびだせ漂流家族』（小坂俊史）（-2003年）
- 『パソ犬モニ太』（唐沢なをき）（-2005年）
- 『ぷぎゅる』（コンノトヒロ）（-2008年）
- 『千秋しまってこー!!』（重野なおき）（-2008年）
- 『機動戦士ガンダムさん』（大和田秀樹）（-連載中）
- 『よしえサンち』（須賀原洋行）（-2003年）
- 『だめっこどうぶつ』（桑田乃梨子）（-2020年）
- 『ななみまっしぐら』（みやさかたかし）（-2008年）
- 『ヒミツの保健室』（山東ユカ）（-2007年）
- 『バーバーハーバー』（小池田マヤ）（-2005年）
- 『ぱわまゆ』（榛名まお）（-2003年、2004年）
- 『ついんえんじぇる』（谷澤みき）（-2005年）
- 『ウチら陽気なシンデレラ』（真田ぽーりん）（-2004年）
- 『メデューサの朝』（山野りんりん）（-2004年）
- 『ジンクホワイト』（小泉真理）（-2003年）
- 『殴るぞ』（吉田戦車）（-2006年）
- 『スーパーさぶっ!!劇場』（村山文夫）（-連載中）
- 『すてきなムコさま』（富永ゆかり）（-2008年）

### 2002年
- 『ママはトラブル標準装備!』（海藍）（-2003年）
- 『地球防衛家のヒトビト』（しりあがり寿）（-連載中）
- 『特ダネ三面キャプターズ』（海藍）（-2004年、2005年-2011年）
- 『スケッチブック』（小箱とたん）（-2019年）
- 『ときめきももいろハイスクール』（笹野ちはる）（-2006年）
- 『SMH - 始末署の星』（竹田エリ）（-2003年）
- 『熱血!!男盛り』（南寛樹）（-2004年）
- 『影ムチャ姫』（ナントカ）（-2007年）
- 『ツインズナース』（後野まつり）（-2006年）
- 『トリコロ』（海藍）（-2009年）
- 『LOVE ME DO』（新条るる）（-2005年）
- 『さゆリン』（弓長九天）（-2007年）
- 『ぼくの家庭教師（カテキョ）』（師走冬子）（-2004年）
- 『ななこまっしぐら!』（小池恵子）（-2020年）
- 『たびびと』（重野なおき）（-2010年）
- 『ちとせげっちゅ!!』（真島悦也）（-2014年）
- 『1年777組』（愁☆一樹）（-2008年）
- 『ねこきっさ』（ととねみぎ）（-2011年）
- 『てんしの末裔』（藤島じゅん）（-2005年）
- 『ハルコビヨリ』（小坂俊史）（-2008年）
- 『ママめろん』（みたにひつじ）（-2007年）
- 『うちの大家族』（重野なおき）（-2018年）
- 『ウチのげんき予報』（新田朋子）（-連載中）
- 『ちょこパフェ』（いずみ）（-2005年）
- 『ちぃちゃんのおしながき』（大井昌和）（-連載中）
- 『よろしく神田さん』/『よろしく神田ちゃん』/『社外秘!神田さん』（大乃元初奈）（-2005年、2011年 - 連載中）
- 『はなまるっ!』（荒木風羽）（-2006年）
- 『もうすこしがんばりましょう』（山口舞子）（-2008年）
- 『ハイリスクみらくる』（吉谷やしよ）（-2004年）
- 『サクラ町さいず』（松田円）（-2012年）
- 『ラグナロクオンライン それいけ冒険者たち!』（成原とんみ）（-2007年）
- 『どうぶつの森 ホヒンダ村だより』（あべさより）（-連載中）

### 2003年
- 『三者三葉』（荒井チェリー）（-2019年）
- 『大正まろん』（たかまつやよい）（-2005年）
- 『たるとミックス!』（神崎りゅう子）（-2005年）
- 『有閑みわさん』（たかの宗美）（-連載中）
- 『きつねさんに化かされたい』（桑原ひひひ）（-2009年）
- 『裸眼でGO!』（吉田美紀子）（-2015年）
- 『まじかるストロベリィ』（まつもと剛志）（-2009年）
- 『独裁君』（業田良家）（-2007年）
- 『のの美捜査中!』（重野なおき）（-2007年）
- 『姉妹の方程式』（野々原ちき）（-2007年）
- 『HONEY VOICE』（おーはしるい）（-2007年）
- 『チョコミミ』（園田小波）（-2019年）
- 『耕して♥フォーリンLOVE』（後藤羽矢子）（-2006年）
- 『どーする!?わんこ』（那州雪絵）（-2009年）
- 『はろう警報』（杉原涼子）（-2012年）
- 『おうちがいちばん』（秋月りす）（-連載中）
- 『悪魔様へるぷ☆』（岬下部せすな）（-2006年）
- 『花やか梅ちゃん』（師走冬子）（-2008年）
- 『ごちゃまぜMy Sister』（渡辺志保梨）（-2010年）
- 『チクチワワ』（みずしな孝之）（-2004年）
- 『まい・ほーむ』（むんこ）（-2007年、2009年-2010年）
- 『らいか・デイズ』（むんこ）（-連載中）
- 『あぼばクリニック』（藤島じゅん）（-2008年）
- 『天使のお仕事』（佐藤両々）（-2009年）
- 『びーんず石油』（DADADIDI）（-2005年）
- 『必殺白木矢高校剣道部』（真田ぽーりん）（-2007年）
- 『はるうらら』（たかまつやよい）（-2008年）
- 『B型H系』（さんりようこ）（-2011年）
- 『まゆかのダーリン!』（渡辺純子）（-2007年、2009年）
- 『えすぴー都 見参!』（岬下部せすな）（-2012年）
- 『子連れ☆おおがみ』（関根亮子）（-2008年）
- 『かみさまのいうとおり!』（湖西晶）（-2013年）
- 『がんばれみどりちゃん』（唐沢なをき）（-2008年）
- 『王様ゲーム』（寿らいむ）（-2008年）
- 『らき☆すた』（美水かがみ）（-連載中）
- 『ポヨポヨ観察日記』（樹るう）（-2016年）
- 『カンちゃん』（フジヤマジョージ）（-連載中）

### 2004年
- 『みおにっき』（荒井チェリー）（-2006年）
- 『まとちゃん』（結城心一）（-2006年）
- 『ボクの社長サマ』（あろひろし）（-2012年）
- 『ぽこぽこコーヒー気分』（笹野ちはる）（-2008年）
- 『全自動洗濯乾燥機 乾ダム』（餅月あんこ）（-2006年）
- 『ゆかにっし』（荒井チェリー）（-2006年）
- 『帝立第13軍学校歩兵科異常アリ!?』（石田あきら）（-2009年）
- 『ひだまりスケッチ』（蒼樹うめ）（-連載中）
- 『お湯屋へようこそ』（湖西晶）（-2005年）
- 『パニクリぐらし☆』（藤凪かおる）（-2010年）
- 『ドッポたち』（小泉吉宏）（-連載中）
- 『シスコなふたり』（後藤羽矢子）（-2011年）
- 『みらいのあったかカップ』（真島悦也）（-2006年）
- 『ROM-レス。』（白雪しおん）（-2007年）
- 『あそこの処方箋』（後藤羽矢子）（-2013年）
- 『家族ゲーム』（鈴城芹）（-2014年）
- 『えむの王国』（中平凱）（-2008年）
- 『かたつむりちゃん』（今井神）（-2011年）
- 『兄妹はじめました!』（愁☆一樹）（-2009年）
- 『ことはの王子様』（渡辺純子）（-休載中）
- 『0からはじめましょう』（ととねみぎ）（-2008年）
- 『魔法のじゅもん』（あらきかなお）（-2009年）
- 『ワンダフルデイズ』（荒井チェリー）（-2012年）
- 『GA 芸術科アートデザインクラス』（きゆづきさとこ）（-2015年）
- 『おこしやす』（久保田順子）（-2009年）
- 『けものとチャット』（みずしな孝之）（-2011年）
- 『あいたま』（師走冬子）（-連載中）
- 『男爵校長』→『男爵校長DS』→『男爵校長High!』（ÖYSTER）（-2011年）
- 『でゅあるてぃーちゃー』（ボマーン）（-2005年）
- 『ぴるぴる!』（塚本ミエイ）（-2007年）
- 『ふるーつメイド』（寺本薫）（-2009年）
- 『ぽてまよ』（御形屋はるか）（-2011年）
- 『もえよん学園』（むっく・まだらさい・ゆうの・濱元隆輔）（-2005年）
- 『サナギさん』（施川ユウキ）（-2008年、2013年-連載中）
- 『ひめくらす』（藤凪かおる）（-2008年）
- 『奥さまはアイドル♥』（師走冬子）（-連載中）
- 『Boy'sたいむ』（藤凪かおる）（-2010年）
- 『火星ロボ大決戦!』（なかま亜咲）（-2008年）
- 『ラグナロクオンライン 今日はなにする?』（川本祐太郎）（-2007年）
- 『動物のおしゃべり♥』（神仙寺瑛）（-連載中）
- 『花と泳ぐ』（口八丁ぐりぐら）（-2008年）
- 『たかねのはな』（白雪しおん）（読切）
- 『スズナリ!』（石見翔子）（-2007年）
- 『ももえん。』（一智啓）（-2007年）
- 『にこプリトランス』（白雪しおん）（-2008年）
- 『看板娘はさしおさえ』（鈴城芹）（-2009年）
- 『レンタルきゅーと』（白雪しおん）（-2010年）
- 『がんばれ!メメ子ちゃん』（むんこ）（-2010年）
- 『あふがにすタン』（ちまきing）（-2005年）
- 『ぼくと姉とオバケたち』（押切蓮介）（-2008年）
- 『だめよめにっき』（私屋カヲル）（-2010年）
- 『ドージンワーク』（ヒロユキ）（-2008年）
- 『いんどあHappy』（さぶろう→森ゆきなつ）（-2009年）
- 『だって愛してる』（むんこ）（-2010年）
- 『おしえて先生!』（牛乳リンダ）（-2007年）
- 『カニメガ大接戦!』（なかま亜咲）（-2017年）
- 『メリーちゃんと羊』（竹田エリ）（-2007年）
- 『殺し屋さん』（タマちく.）（-連載中）
- 『カンちゃん』（フジヤマジョージ）（-連載中）
- 『日がな半日ゲーム部暮らし』（祥人）（-2007年）
- 『でかポメ』（橘紫夕）（-2008年）
- 『ちっちゃいナース』（荻野眞弓）（-2011年）
- 『きらきらきら』（藤島じゅん）（-2007年）
- 『落花流水』（真田一輝）（-2015年）
- 『巫女姉妹』（竹内じゅんや）（-2007年）
- 『つくしまっすぐライフ!』（松田円）（-2013年）
- 『WORKING!!』（高津カリノ）（-2014年）

### 2005年
- 『@ホーム』（髙木信孝）（-2006年）
- 『インスタントエンジェル天子様が来る!』（安堂友子）（-連載中）
- 『あねちっくセンセーション』（吉谷やしよ）（-2008年）
- 『うりふたつ☆キミ』（関根亮子）（-2007年）
- 『はいぱー少女 ウッキー!』（むんこ）（-2011年）
- 『はこいり良品』（井上トモコ）（-連載中）
- 『こうかふこうか』（佐藤両々）（-2011年）
- 『ラグナロクオンライン メルマガ4コマ劇場』（雄一郎）（-2008年にキャラクター刷新の上、連載中）
- 『しるバ.』（爆天童）（-2008年）
- 『天然女子高物語』（門井亜矢）（-2010年）
- 『とらぶるクリック!!』（門瀬粗）（-2009年）
- 『ことゆいジャグリング』（岬下部せすな）（-2007年）
- 『魔法使いくんとOLさん』（刻田門大）（-2006年）
- 『ニーハオ パオパオ』（ハタノヒヨコ）（-2008年）
- 『パティシエール!』（野広実由）（-2008年）
- 『ゆるめいつ』（saxyun）（-2020年）
- 『となりのカワンチャさん』（月見里中）（-2007年）
- 『セトギワ花ヨメ』（胡桃ちの）（-連載中）
- 『とりぱん』（とりのなん子）（-連載中）
- 『はなまるべんと!』（大宮祝詞）（-2009年）
- 『おかあさんがいっしょ→おかあさんがいっしょ!』（木村和昭）（-2012年、2013年-2018年）
- 『天使な小悪魔』（芳原のぞみ）（-2012年）
- 『ツンデレラ』（荻野眞弓）（-2007年）
- 『突撃!第二やまぶき寮』（岩崎つばさ）（-2008年）
- 『24時間サンシャイン!』（吉川景都）（-2008年）
- 『飼われもの夫婦』（田中なつ）（-2008年）
- 『こんぺいと!』（ふじのはるか）（-2009年）
- 『スパロウズホテル』（山東ユカ）（-連載中）
- 『やまいだれ』（小坂俊史）（-2009年）
- 『相沢家のえとせとら』（真未たつや）（-2007年、2009年-2012年）
- 『ひろなex.』（すか）（-2014年）
- 『そこぬけRPG』（佐藤両々）（-2012年）
- 『キミはイケメン。』（けんもちまよ）（-連載中）
- 『鳩町まめっこイグニッションズ』（櫻太助）（-2008年）
- 『よいこのしごと』（まがりひろあき）（-2010年）
- 『光の大社員』（ÖYSTER）（-2013年）
- 『QuickStart!!』（安達洋介）（-2015年）
- 『臨死!!江古田ちゃん』（瀧波ユカリ）（-2014年）
- 『12月生まれの少年』（施川ユウキ）（-2011年）
- 『そんな2人のMyホーム』（樹るう）（-2011年）
- 『ほほかベーカリー』（ボマーン）（-2011年）
- 『空想科学X』（saxyun）（-2014年）
- 『少年よ耽美を描け』（ミキマキ）（-2018年）
- 『HR〜ほーむ・るーむ〜』（長月みそか）（-2008年）
- 『となりのネネコさん』（宮原るり）（-連載中）
- 『勤しめ! 仁岡先生』（尾高純一）（-2013年）
- 『パンチドランク・ラブ』（新条るる）（-連載終了）

### 2006年
- 『うちは寿!』（小池恵子）（-2013年）
- 『イチロー!』（未影）（-2010年)
- 『ミルククラウンの王子様』→『不思議くんJAM』（小池田マヤ）（-2011年）
- 『L16』（東屋めめ）（-2009年）
- 『うぃずりず』（里好）（-2011年）
- 『天使の事情』（神仙寺瑛）（-2014年）
- 『おはよ♪』（ともち）（-2009年）
- 『PEACH!!』（川島よしお）（-2011年）
- 『ふおんコネクト!』（ざら）（-2010年）
- 『メゾン・ド・ペンギン』（大石浩二）（-2007年）
- 『がんばれ!猫山先生』（茨木保）（-2022年）
- 『カギっこ』（山口舞子）（-2009年）
- 『ヒゲぴよ』（伊藤理佐）（-2011年）
- 『うめぼし』（小池田マヤ）（-2008年）
- 『Roma君』（ベリッシモ・フランチェスコ）（-2008年）
- 『たまのこしかけ』（荻野眞弓）（-2012年）
- 『ダマされて巫女』（真田ぽーりん）（-2009年）
- 『ご契約ください!』（東屋めめ）（-2011年）
- 『ぐーぱん!』（榛名まお）（-2010年）
- 『アットホーム・ロマンス』（風華チルヲ）（-2009年）
- 『ドボガン天国』（真田ぽーりん）（-2009年）
- 『さくらんぼ。』（芳原のぞみ）（-2011年）
- 『きらびヶ丘お嬢団』（秋吉由美子）（-2008年）
- 『みそララ』（宮原るり）（-休載中）
- 『ふーすてっぷ』（岬下部せすな）（-2008年）
- 『おいでよどうぶつの森～ペッパー村のナッツ!～』（矢高鈴央）（-2007年）
- 『いなかっこ』（久保田順子）（-2008年）
- 『開運貴婦人 マダム・パープル』（安堂友子）（-2010年）
- 『ニッポンのワカ奥さま』（木村和昭）（-2018年）
- 『まん研』（うおなてれぴん）（-2009年）
- 『ふんわりシスターズ』→『Smileすいーつ』（佐野妙）（-2010年）
- 『ぼくの生徒はヴァンパイア』（玉岡かがり）（-2010年）
- 『ギフコン - Gift Concierge.』（胡桃ちの）（-2012年）
- 『ややプリ』（真城ひな）（-2009年）
- 『ヒントでみんと!』（ボマーン）（-2009年）
- 『合金さんちの日常』（松田円）（-2010年）
- 『うちの3姉妹』（松本ぷりっつ）（-連載中）
- 『いつかまたかえる』（荒井チェリー）（-2009年）
- 『今日もサツキ晴れ!』（ストライク平助）（-2007年）
- 『すこあら!』（三ツ雪柚菜）（-2010年）
- 『すてぃーるガールズ』（ちざきゃ）（-2007年）
- 『ソーダ屋のソーダさん。』（湖西晶）（-2007年）
- 『ちろちゃん』（結城心一）（-2012年）
- 『メルヘン父さん』（吉田美紀子）（-2012年）
- 『アシスタント!!』（かがみふみを）（-2010年）
- 『不思議猫タマさん』→『タマさん』（森ゆきなつ）（-2013年）
- 『まーぶるインスパイア』（むねきち）（-2012年）
- 『まじん☆プラナ』（nino）（-2012年）
- 『恋愛ラボ』（宮原るり）（-2019年）
- 『うさぎのーと』（師走冬子）（-2012年）
- 『あにけん』（高野うい）（-2011年）
- 『ざっちゃん』（くろがねぎん）（-2010年）
- 『四季おりおりっ!』（稲城あさね）（-2012年）
- 『氷室の天地 Fate/school life』（磨伸映一郎）（-連載中）
- 『アップル・デイ・ドリーム』（城之内寧々）（-2009年）
- 『ただいま勉強中』（辻灯子）（-2010年）
- 『美少女いんぱら!』（北村游児）（-2011年）
- 『はねる!レンタル少女』（しいなみなみ）（-2010年）
- 『もののふことはじめ』（神堂あらし）（-2009年）
- 『おのぼり物語』（カラスヤサトシ）（-2008年）
- 『すいーとるーむ?』（東屋めめ）（-2013年）
- 『あっちこっち』（異識）（-連載中）
- 『二丁目路地裏探偵奇譚』（コバヤシテツヤ）（-2010年）
- 『ゆたんぽのとなり』（吉谷やしよ）（-2009年）
- 『CIRCLEさーくる』（榊）（-2012年）
- 『P.S.すりーさん』（IKa）（-連載中）

### 2007年
- 『てんたま。』（豊田アキヒロ）（-2009年）
- 『全力委員長』（のしお）（-2011年）
- 『はっぴぃママレード。』（北条晶）（-2010年）
- 『パート怪人 悪キューレ』（ヨコシマン）（-2007年）
- 『パンなキッス』（華原七海）（-2010年）
- 『ちはるさんの娘』（西炯子）（-連載中）
- 『ダブルナイト』（玉岡かがり）（-2010年）
- 『ラーメンの鳥 パコちゃん』（天蓬元帥）（-2010年）
- 『キラキラ☆アキラ』（曙はる）（-2011年）
- 『ハトのハト子』（たかの宗美）（-2010年）
- 『ひかるファンファーレ』（田川ちょこ）（-2010年）
- 『けいおん!』（かきふらい）（-2010年、2011年-2012年）
- 『ばつ×いち』（おーはしるい）（-2022年）
- 『コンビニ番長』（ふくた伊佐央）（-2011年）
- 『うちの姉様』（野広実由）（-2013年）
- 『ザリガニ課長』（そにしけんじ）（-2010年）
- 『にゃんことカイザー』（珠月まや）（-2010年）
- 『毎週火曜はチューズデイ!』（ÖYSTER）（-2009年）
- 『うちの妻ってどうでしょう?』（福満しげゆき）（-2015年）
- 『かなめも』（石見翔子）（-2013年）
- 『生徒会役員共』（氏家ト全）（-2021年）
- 『晴れのちシンデレラ』（宮成樂）（-連載中）
- 『店長の憂鬱』（碓井尻尾）（-2011年）
- 『超級龍虎娘』（加藤夕清）（-2010年）
- 『花咲だより』（高原けんじ）（-2011年）
- 『謎部のアレ。』（友吉）（-2008年）
- 『ラジオでGO!』（なぐも。）（-2010年）
- 『森田さんは無口』（佐野妙）（-2023年）
- 『こどもすまいる!』（娘太丸）（-2009年）
- 『Welcome! つぼみ園』（おーはしるい）（-2014年）
- 『瞬け!シャイン』（安堂友子）（-2010年）
- 『うらバン!』（都桜和）（-2011年）
- 『サーバント×サービス』（高津カリノ）（-2014年）
- 『ちびまる子ちゃん（新聞連載版）』（さくらももこ）（-2011年）
- 『なでしこ3on3』（秋吉由美子）（-2009年）
- 『涼宮ハルヒちゃんの憂鬱』（ぷよ）（-2019年）
- 『さくらりちぇっと』（月見里中）（-2009年）
- 『はずむ!おじょうさま』（あみみ）（-2008年）
- 『リコーダーとランドセル』（東屋めめ）（-連載中）
- 『ポンチョ。』（南京ぐれ子→高嶋ひろみ）（-2012年）
- 『R18!』（ぷらぱ）（-2014年）
- 『いぬ会社』（そにしけんじ / 原案：福田雄一）（-2008年）
- 『となりのなにげさん』（橘紫夕）（-2014年）
- 『天然あるみにゅーむ!』（こむそう）（-2013年）
- 『ルリアーにゃ!!』（いちい達成）（-2011年）
- 『キルミーベイベー』（カヅホ）（-連載中）
- 『あんぐら』（ちざきゃ）（-2010年）
- 『春風いちばんっ』（ストライク平助）（-2010年）
- 『すずめのなみだ』（ひゅーが）（-2010年）
- 『はちゅねミクの日常 ろいぱら!』（おんたま）（-2011年）
- 『はるみねーしょん』（大沖）（-2019年）
- 『みんなミュージカル!（4コマ漫画版）』（アサイ）（-2010年）

### 2008年
- 『ソーダ村のソーダさん。』（湖西晶）（-2009年）
- 『イチ・らぶ・キュウ』（遠山えま）（-2010年）
- 『とりどりことり』（竹田エリ）（-2010年）
- 『中央モノローグ線』（小坂俊史）（-2009年）
- 『ふぃっとねす』（ストロマ）（-連載終了）
- 『あねけん』（高野うい）（-2011年）
- 『えこぱん』（米田和佐）（-2010年）
- 『さくらリンク』（河南あすか）（-2010年）
- 『ちゅうに!』（しんやそうきち）（-2010年）
- 『でらぐい』（望月和臣）（-2011年）
- 『PET WIZ』（森田夏菜）（-2010年）
- 『みりたり!』（まもウィリアムズ）（-2013年）
- 『ゆきの咲くにわ』（たつねこ）（-2011年）
- 『しゅごキャラちゃん!』（ナフタレン水嶋 / 原作：PEACH-PIT）（-2010年）
- 『お一人様二つまで!』（内田春菊）（-2009年）
- 『Sweet Home』（やまぶき綾）（-2010年）
- 『ゆゆ式』（三上小又）（-連載中）
- 『ベツ×バラ』（曙はる）（-2012年）
- 『はとがいる』（てっけんとう）（-連載中）
- 『こーしょー19さい』（逸架ぱずる）（-2012年）
- 『ほんとにあった!霊媒先生』（松本ひで吉）（-2014年）
- 『でぃあ♥妹!』→『ダメっ妹喫茶♥でぃあ』（柚木涼太）（-2010年）
- 『ねこにゆ〜り』（kodomo兎）（-2010年）
- 『ひよわーるど』（橘紫夕）（-2015年）
- 『夏生 ナウ プリンティング!』（大乃元初奈）（-2011年）
- 『魔法少女☆皇れおん（仮）』（桜みさき）（-2009年）
- 『ベルとふたりで』（伊藤黒介）（-2010年）
- 『ぶーぶーかがぶー』（えれっと / 原作：美水かがみ）（-2009年）
- 『ささきまみれ』（小坂俊史）（-2009年）
- 『ぷちます! -PETIT IDOLM@STER-』（明音 / 原作：バンダイナムコゲームス）（-連載中）
- 『ちびミクさん』（みなみ）（-連載中）
- 『信長の忍び』（重野なおき）（-連載中）
- 『チェルシー』（シバユウスケ）（-2010年）
- 『そろえてちょうだい?』（いくえみ綾）（-連載中）
- 『ましゅまろ×タイフーンッ』（源五郎）（-2011年）
- 『ヒビキノBB』（ミキマキ）（-年内）
- 『空の下屋根の中』（双見酔）（-2010年）
- 『ダブルパティシエール!』（野広実由）（-2010年）
- 『パパロバ』（胡桃ちの）（-2016年）
- 『一緒にかえろう』（矢直ちなみ）（-2011年）
- 『ぽすから』（中村哲也）（-2010年）
- 『ねこみみぴんぐす』（まりも）（-2010年）
- 『ブクブクアワー』（-連載中）
- 『にょろーん ちゅるやさん』（えれっと / 原作：谷川流、キャラクター原案：いとうのいぢ）（-2009年）
- 『ゆかひめ!』（ほっぺげ）（-2010年）
- 『おじいちゃん勇者』（坂本太郎）（-2010年）
- 『今日も待ちわびて』（佐伯イチ）（-2010年）
- 『生徒会のヲタのしみ。』（丸美甘）（-2012年）
- 『わ!』（小島あきら）（-2011年）
- 『境界線上のリンボ』（鳥取砂丘）（-2011年）
- 『からす天狗うじゅ』（塒祇󠄀岩之助）（-連載中）
- 『君と紙ヒコーキと。』（葉月抹茶）（-2010年）
- 『スーパーエレガント』（大川ぶくぶ）（-2013年）
- 『4コマの星』（藤島じゅん）（-2009年）
- 『Aチャンネル』（黒田bb）（-2020年）
- 『桜色デイズ』（高野うい）（-2011年）
- 『あつむトイタウン』（水城まさひと）（-2011年）
- 『無責任魔法少女マホ』（かまだいつき）（-2011年）
- 『先生のたまご』（みなづき忍）（-2014年）
- 『放課後の王子様』（作：佐倉ケンイチ / 原案・監修：許斐剛）（-連載中）
- 『ななかのふーりる』（すか）（-連載終了）
- 『イヌイさんッ!』（月鈴茶子）（-連載中）
- 『スターマイン』（ストロマ）（-2019年）
- 『ら〜マニア』（こもわた遙華）（-2011年）
- 『少女カフェ』（板倉梓）（-2013年）
- 『ツギハギ生徒会』（伊藤正臣）（-2010年）
- 『ひなたフェードイン!』（水谷ゆたか）（-連載中）
- 『ひよぴよえにっき。』（琴久花央）（-2011年）
- 『おがにくうーちゃん』（胡桃ちの）（-2013年）
- 『ひらめきはつめちゃん』（大沖）（-2015年）

### 2009年
- 『かでんつぁ』→『かでんつぁCODA』（MALINO）（-2010年）
- 『わいわいっ☆Hey! Say! JUMP』（能登山けいこ）（-2016年）
- 『江戸川スイートエージェンシー』（弓長九天）（-2012年）
- 『わさんぼん〜和菓子屋顛末記〜』（佐藤両々）（-2020年）
- 『おまもりんごさん』（ms / 原作：hirahira.net）（-年内）
- 『ふうらい姉妹』（長崎ライチ）（-2017年）
- 『青春甘辛煮』（碓井尻尾）（-2015年）
- 『ウチはおおきい』（ざら）（-2011年）
- 『ひみつの花園』（みなづき忍）（-2012年）
- 『よめヨメかなたさん』（あろひろし）（-2012年）
- 『やさしい教師の躾けかた。』（宙）（-連載中）
- 『まんがらない。』（高内優向）（-2011年）
- 『ろりせん?』（猫間ことみつ）（-2012年）
- 『絶対☆霊域』（吉辺あくろ）（-2014年）
- 『2-Aの魔法使い』（北条晶）（-2011年）
- 『せいなるめぐみ』（荒井チェリー）（-2011年）
- 『はちみつカフェ』（ふじのはるか）（-2012年）
- 『未確認で進行形』（荒井チェリー）（-連載中）
- 『宮河家の空腹』（美水かがみ）（-連載中）
- 『あいまいみー』（ちょぼらうにょぽみ）（-2021年）
- 『おかいあげ!』（おおた綾乃）（-2012年）
- 『くすりのマジョラム』（鈴城芹）（-2012年）
- 『美大道!』（さと）（-2011年）
- 『明日もひまわり荘!』（松田円）（-2011年）
- 『東京!』（カワハラ恋）（-2013年）
- 『笑って!外村さん』（水森みなも）（-2011年）
- 『ばぐ×バグ』（あまのしん）（-連載中）
- 『教師諸君!!』（駒倉葛尾）（-2013年）
- 『働け!おねえさん』（水井麻紀子）（-2012年）
- 『みもりろっくおん!』（みずなともみ）（-2013年）
- 『ヒメとトノ』（蛇足せんたろう）（-2012年）
- 『お願い神サマ!』（守姫武士）（-2011年）
- 『墨色えれくとろ』（黒渕かしこ）（-2011年）
- 『ふたりぽっぽ』（山口舞子）（-2011年）
- 『数学女子』（安田まさえ）（-2012年、2013年、2014年-2015年）
- 『ラッキーストライク!』（みそおでん）（-2012年）
- 『トンネルの華子さん』（松田円）（-2012年）
- 『紫乃先生マル美録』→『紫乃先生〆切前!』（王嶋環）（-2012年）
- 『天国のススメ!』（宮成樂）（-2024年）
- 『ミライカナイ』（永緒ウカ）（-2011年）
- 『うのはな3姉妹』（水谷フーカ）（-2013年）
- 『農業ムスメ!』（神楽みのり）（-2010年）
- 『はる×どり』（渡真仁）（-2010年）
- 『inote! -アイノテ!-』（夕仁）（-2011年）
- 『ラッキー・ブレイク』（平つくね）（-2014年）
- 『うみねこのなく宴に Tea party of the witches』（平こさか / 原作・監修：竜騎士07/07th Expansion）（-2013年）
- 『横浜物語』（こいずみまり）（-2012年）
- 『中2限定!?ガールズトーク』（坂巻あきむ）（-2012年）
- 『パドラーズハイ』（水屋杏里）（-2011年）
- 『遠野モノがたり』（小坂俊史）（-2011年）
- 『野村24時』（板倉梓）（-2014年）
- 『はるかぜ日和』（来瀬ナオ）（-2011年）
- 『椿さん』（楯山ヒロコ）（-2015年）
- 『もっかい!』（4224）（-2011年）
- 『アクアリウム』（博）（-2011年）
- 『かためで!』（shige）（-2012年）
- 『じょしもん』（重野なおき）（-2014年）
- 『レーカン!』（瀬田ヒナコ）（-連載中）
- 『商☆魂』→『アキナイ☆ダマシイ』（胡桃ちの）（-2015年）
- 『≒-ニア・イコール-』（むらたたいち）（-2011年）
- 『ただいま独身中』（辻灯子）（-2013年）
- 『室町学院高校生徒指導室!!』（高枝景水）（-2011年）
- 『鬼灯さん家のアネキ』（五十嵐藍）（-2011年）
- 『Felice』（門瀬粗）（-2012年）
- 『ねじゆるゆる』（風上旬）（-2012年）
- 『なぎさちゃんのカレシ』（未影）（-2012年）
- 『少女カフェ』（板倉梓）（-2012年）
- 『きんいろモザイク』（原悠衣）（-2020年）
- 『かてきょん』（あづま笙子）（-2014年）
- 『ギンダラとキンメダイ』（渡辺伊織）（-2013年）
- 『いとをかし』（楠見らんま）（-2014年）
- 『丸の内!』（藤島じゅん）（-2012年）
- 『やみのさんしまい』（永瀬ようすけ）（-2013年）

## 2010年代

### 2010年
- 『ふたりずむ』（古居すぐり）（-2011年）
- 『まりかちゃん乙』（ユキヲ）（-2014年）
- 『うちのざしきわらしが』（てっけんとう）（-2014年）
- 『放課後のピアニスト』（十野七）（-2012年）
- 『小悪魔いもうと』→『小悪魔さん』（佐野妙）（-2011年）
- 『はじめ×くろす』（寺本薫）（-2014年）
- 『倭トトは神様である!』（大宮祝詞）（-2011年）
- 『うさかめコンボ!』（娘太丸）（-2012年）
- 『ねこのひたいであそぶ』（なんにゃか）（-2011年）
- 『チェリーブロッサム!』（茶菓山しん太）（-2016年）
- 『姫のためなら死ねる』（くずしろ）（-連載中）
- 『ぽちゃぽちゃ水泳部』（遠山えま）（-2015年）
- 『戦国毒饅頭ハンベエ』（江茂タツキ）（-2011年）
- 『SUNNY SIDE UP.』（小林徹郎）（-2011年）
- 『よゆう酌々』（辻灯子）（-2015年）
- 『少女公団アパートメント』（ms）（-2012年）
- 『的中!青春100%』（秋★枝）（-2011年）
- 『げきぶの。』（くずしろ）（-2012年）
- 『シュガービーチ』（下村トモヒロ）（-2013年）
- 『えすえぬ家の人々』（IKa）（-2012年）
- 『はっち・ぽっち』（高野うい）（-2014年）
- 『ほしいものはなんですか? （益田ミリ）（描き下ろし）
- 『戦国雀王のぶながさん』（重野なおき）（-2012年）
- 『雀荘のサエコさん』（重野なおき）（-2020年）
- 『薬学女子 そのおクスリ取り扱い注意!』（北乃ブンコ）（-継続中）
- 『めがねのキミと博物館』（井ノ上ふき）（-2012年）
- 『しばいぬ子さん』（うず）（-2014年）
- 『ホイップノート』（未影）（-2014年）
- 『放課後せんせーしょん!』（庄名泉石）（-2013年）
- 『パンむすめ』（樹るう）（-2011年）
- 『平成生まれ』（ハトポポコ）（-2012年）
- 『ひぐらしのなく恋に All you need is love』（あきばるいき / 原作・監修：竜騎士07/07th Expansion）（-2013年）
- 『ゆあまいん』（むんこ）（-2013年）
- 『わかば先輩未満』（佐野妙）（-2013年）
- 『彼とカレット。』（tugeneko）（-2016年）
- 『ご注文はうさぎですか?』（Koi）（-連載中）
- 『Free!』（GAN）（-2014年）
- 『LSD〜ろんぐすろーでぃすたんす〜』（ほた。）（-2014年）
- 『セカイ魔王』（双見酔）（-2014年）
- 『週刊はじめての初音ミク』（林健太郎）（-2013年）
- 『センセイあのね?』（小石川ふに）（-2013年）
- 『ふわっちょこ』（アキ）（-2011年）
- 『輝け☆星の川高校自由形』（幸宮チノ）（-2012年）
- 『お姉ちゃんが来た』（安西理晃）（-2020年）
- 『サイクロプス少女さいぷ〜』（寅ヤス）（-2014年）
- 『忍パラサイト』（りおし）（-2011年）
- 『おーがちゃん』（コンノトヒロ）（-2013年）
- 『ひなたCafeへようこそ』（門井亜矢）（-2013年）
- 『孔明のヨメ。』（杜康潤）（-連載中）
- 『スマイル・スタイル』（筋肉☆太郎）（-2014年）
- 『ふわふわ科学』（田仲康二）（-2013年）
- 『Rainbow☆Starbow』（BeLL）（-2013年）
- 『もうダメかもしれない』（かにかま）（-2012年）

### 2011年
| タイトル                                           | 著者                                   | 掲載誌                       | 連載期間                            | 備考 |
| -------------------------------------------------- | -------------------------------------- | ---------------------------- | ----------------------------------- | ---- |
| 半透明勤務 薄井さん                                | 来瀬ナオ                               | まんがタイムジャンボ         | 2011年2月号 - 2013年4月号           |      |
| アキタランド・ゴシック                             | 器械                                   | まんがタイムきららMAX        | 2011年3月号 - 2013年4月号           |      |
| ごきチャ                                           | るい・たまち                           | まんがタイムきららキャラット | 2011年3月号 - 2016年8月号           |      |
| 桜とゆ〜れい                                       | てっけんとう                           | 月刊コンプエース             | 2011年3月号 - 2012年12月号          |      |
| こずみっしょん！                                   | 榛名まお                               | まんがタイムきららMAX        | 2011年4月号 - 2014年4月号           |      |
| オトメシュラン                                     | 王嶋環                                 | まんがタイムオリジナル       | 2011年4月号 - 2014年8月号           |      |
| あいうら                                           | 茶麻                                   | [ 注 1 ]                     | 2011年 - 2014年                     |      |
| だってあいちてる                                   | むんこ                                 | まんがタイム                 | 2011年4月号 - 2012年9月号           |      |
| 箱入りドロップス                                   | 津留崎優                               | まんがタイムきらら           | 2011年4月号 - 2017年7月号           |      |
| ちょっとかわいいアイアンメイデン                   | α・アルフライラ（作画） 深見真（原作） | 4コマnanoエース              | 2011年4月号（創刊号） - 2016年1月号 |      |
| 創刊！ コミック アース・スター編集部→ まんがーる！ | 玉岡かがり                             | コミック アース・スター      | 2011年4月号（創刊号） - 2013年7月号 |      |
| バイトなう                                         | 神楽つな                               | 週刊少年チャンピオン         | 2011年16号 - 2011年21号             |      |
| ぢべたぐらし あひるの生活                          | マツダユカ                             | クロフネZERO                 | 2011年4月1日 - 連載中               |      |
| 桜Trick                                            | タチ                                   | まんがタイムきららミラク     | 2011年vol.1 - 2017年10月号          |      |
| カレーの王女さま                                   | 仏さんじょ                             | まんがタイムきららMAX        | 2011年6月号 - 2013年7月号           |      |
| 戦乙女（ヴァルキリー）と屋根の下                   | 玉岡かがり                             | まんが4コマぱれっと          | 2011年6月号 - 2013年6月号           |      |
| 魔女とほうきと黒縁メガネ                           | へーべー                               | まんが4コマぱれっと          | 2011年6月号 - 2014年9月号           |      |
| 炊飯器少女コメコ                                   | うず                                   | まんがタイムジャンボ         | 2011年6月号 - 2013年6月号           |      |
| レッケン！                                         | 吉谷やしよ                             | 月刊少年マガジン             | 2011年6月号 - 2015年5月号           |      |
| みなと∞みらい                                      | むらたたいち                           | まんが4コマぱれっと          | 2011年7月号 - 2014年9月号           |      |
| オンノジ                                           | 施川ユウキ                             | ヤングチャンピオン           | 2011年10号 - 2013年6号              |      |
| スキップAD! いろはちゃん                           | 大乃元初奈                             | まんがタイム                 | 2011年7月号 - 2016年1月号           |      |
| 博士の白衣女子攻略論                               | 香日ゆら                               | まんがタイムファミリー       | 2011年8月号 - 2013年12月号          |      |
| だんちがい                                         | 米田和佐                               | まんが4コマぱれっと          | 2011年8月号 - 2021年11月号          |      |
| モノローグジェネレーション                         | 小坂俊史                               | まんがライフオリジナル       | 2011年8月号 - 2013年3月号           |      |
| 突撃奉仕 暴ランティア部                            | 東屋めめ                               | まんがライフWIN              | 2011年7月6日 - 連載中               |      |
| うしのこくまいる！                                 | 湖西晶                                 | まんが4コマぱれっと          | 2011年9月号 - 2013年7月号           |      |
| あねぐるみ                                         | 森繁拓真                               | まんがタイムオリジナル       | 2011年9月号 - 2013年10月号          |      |
| おかん                                             | 小坂俊史                               | まんがタイムオリジナル       | 2011年9月号 - 2017年1月号           |      |
| JOB&JOY                                            | 井上かーく                             | まんがタイムきらら           | 2011年9月号 - 2014年3月号           |      |
| ちっこいんちょ                                     | 豊田アキヒロ→トイシキ                  | まんがタイムジャンボ         | 2011年9月号 - 2014年8月号           |      |
| 月刊少女野崎くん                                   | 椿いづみ                               | ガンガンONLINE               | 2011年8月25日 - 連載中              |      |
| ロコ・モーション                                   | 藤井理乃                               | まんがタイム                 | 2011年10月号 - 2014年5月号          |      |
| カタコイ・カノン                                   | 胡桃ちの                               | まんがライフ                 | 2011年11月号 - 2016年3月号          |      |
| ナナカオぴんくぴゅあ                               | ももせたまみ 甘詰留太（原案）          | ヤングアニマル嵐             | 2011年11号 - 2013年12号             |      |
| 俺の彼女と幼なじみが修羅場すぎる4コマ              | まりも                                 | ヤングガンガン               | 2011年21号 - 2013年8号              |      |
| 犬神さんと猫山さん                                 | くずしろ                               | コミック百合姫               | 2012年1月号 - 2017年2月18日         |      |
| だから美代子です                                   | むんこ                                 | まんがライフオリジナル       | 2012年1月号 - 2017年9月号           |      |
| ゲキカラ文化交流                                   | 沼江蛙                                 | まんがタイムスペシャル       | 2012年1月号 - 2015年4月号           |      |
| どろんきゅー                                       | 吉村佳                                 | まんがタイムスペシャル       | 2012年1月号 - 2015年                |      |

### 2012年
| タイトル                  | 著者                                | 掲載誌                     | 連載期間                     | 備考 |
| ------------------------- | ----------------------------------- | -------------------------- | ---------------------------- | ---- |
| 幸腹グラフィティ          | 川井マコト                          | まんがタイムきららミラク   | 2012年3月号 - 2016年11月号   |      |
| おーい 栗之助             | 森栗丸                              | 東京新聞・中日新聞他       | 2012年2月1日 - 2017年3月31日 |      |
| 城下町のダンデライオン    | 春日歩                              | まんがタイムきららミラク   | 2012年4月号 - 連載中         |      |
| 大家さんは思春期！        | 水瀬るるう                          | まんがタイム               | 2012年6月号 - 連載中         |      |
| 飯田橋のふたばちゃん      | 加藤マユミ（作画） 横山了一（原作） | Web漫画アクション堂        | 2012年5月15日 - 2015年       |      |
| いこいのそどむ            | 北村游児                            | グランドジャンププレミアム | 2012年7号 - 2015年16号       |      |
| 隣人を妹せよ!             | 森乃葉りふ                          | まんが4コマぱれっと        | 2012年6月号 - 2020年4月号    |      |
| シネマちっくキネ子さん    | ÖYSTER                              | まんがホーム               | 2012年9月号 - 2015年8月号    |      |
| ひかり!出発進行           | 水井麻紀子                          | まんがタイムファミリー     | 2012年11月号 - 2016年7月号   |      |
| ステラのまほう            | くろば・U                           | まんがタイムきららMAX      | 2012年10月号 - 2022年2月号   |      |
| 徒然チルドレン            | 若林稔弥                            | [ 注 3 ]                   | 2012年 - 2018年              |      |
| いちごの入ったソーダ水    | 荒井チェリー                        | まんがタイムきららMAX      | 2012年11月号 - 2018年3月号   |      |
| 信長の忍び外伝 尾張統一記 | 重野なおき                          | ヤングアニマル嵐           | 2012年12号 - 2017年6号       |      |
| ゆとりノベライズ          | 渡辺伊織                            | まんがタイム               | 2012年12月号 - 2015年12月号  |      |
| ゴッホちゃん              | マブレックス                        | ヤングガンガン             | 2012年22号 - 連載中          |      |
| ニポンゴ                  | 空えぐみ                            | 週刊ヤングジャンプ         | 2012年31号 - 2014年15号      |      |
| アホガール                | ヒロユキ                            | 週刊少年マガジン           | 2012年52号 - 2018年1月号     |      |
| 黒い大家さん              | こいずみまり                        | まんがホーム               | 2013年1月号 - 2015年4月号    |      |
| 黒猫の駅長さん            | 山口悠                              | まんがくらぶ               | 2013年1月号 - 2017年4月号    |      |
| 妖こそ!うつつの分校       | あろひろし                          | まんがタイムファミリー     | 2013年2月号 - 2015年8月号    |      |

### 2013年
| タイトル                                     | 著者            | 掲載誌                       | 連載期間                              | 備考 |
| -------------------------------------------- | --------------- | ---------------------------- | ------------------------------------- | ---- |
| LINE OFFLINE ボクら図鑑                      | Team.きんだいち | 週刊ヤングジャンプ           | 2013年5・6合併号 - 2013年21・22合併号 |      |
| まけるな!!あくのぐんだん!                    | 徳井青空        | 月刊ブシロード               | 2013年10月号 - 2018年5月号            |      |
| 大正 乙女カルテ                              | 野広実由        | まんがタウン                 | 2013年2月号 - 2015年10月号            |      |
| 200年の夜と孤独〜おひとりさま吸血鬼〜        | 松田円          | まんがホーム                 | 2013年4月号 - 2016年3月号             |      |
| スロウスタート                               | 篤見唯子        | まんがタイムきらら           | 2013年7月号 - 連載中                  |      |
| ざんねん! 番長ちゃん                         | 林雄一          | コミックアライブ             | 2013年8月号 - 2014年10月号            |      |
| ちっちゃいおっさん〜ワシと八木と時々オカン〜 | どっこい笑太郎  | まんがくらぶオリジナル       | 2013年9月号 - 2014年5月号             |      |
| NEW GAME!                                    | 得能正太郎      | まんがタイムきららキャラット | 2013年3月号 - 2021年10月号            |      |
| ブレンド・S                                  | 中山幸          | まんがタイムきららキャラット | 2013年10月号 - 2022年6月号            |      |
| さよならトリガー                             | 千田大輔        | マガジンSPECIAL              | 2014年1月号 - 2016年2月号             |      |
| ありすorありす〜シスコン兄さんと双子の妹〜   | 梱枝りこ        | 月刊コミックアライブ         | 2013年11月号 - 連載中                 |      |

### 2014年
| タイトル                                         | 著者                                  | 掲載誌                                       | 連載期間 | 備考     |
| ------------------------------------------------ | ------------------------------------- | -------------------------------------------- | --- | -------- |
| 世界征服〜4コマのズヴィズダー〜                  | ホリ hunting cap brothers（原作）     | まんが4コマぱれっと                          | 2014年3月号 - 2014年12月号                                                                                              |          |
| ケッパレ 松原さん!                               | シロヤギ                              | ジャンプLIVE 少年ジャンプ+                   | 2014年1月3日 - 30日 2014年9月22日 - 2015年10月3日                                                                       |          |
| 猫田びより                                       | 久楽                                  | 少年ジャンプ+                                | 2014年9月22日 - 連載中                                                                                                  | [ 注 4 ] |
| こみっくがーるず                                 | はんざわかおり                        | まんがタイムきららMAX                        | 2014年6月19日 - 2023年2月17日 （2014年8月号 - 2023年4月号）                                                             | [ 注 5 ] |
| みりたり！ 乙型                                  | まもウィリアムズ                      | まんが4コマぱれっと                          | 2014年4月号 - 2018年6月号                                                                                               |          |
| 今日のノルマさん                                 | ふかさくえみ                          | まんがライフオリジナル                       | 2014年6月号 - 2016年8月号                                                                                               |          |
| うらら迷路帖                                     | はりかも                              | まんがタイムきららミラク→ まんがタイムきらら | 2014年4月16日 - 2017年10月16日 （2014年6月号 - 2017年12月号） 2018年1月9日 - 2019年6月8日 （2018年2月号 - 2019年7月号） |          |
| まちカドまぞく                                   | 伊藤いづも                            | まんがタイムきららキャラット                 | 2014年11月号 - 連載中                                                                                                   | [ 注 6 ] |
| アイドルマスター ミリオンライブ！ バックステージ | mizuki バンダイナムコゲームス（原作） | まんが4コマぱれっと                          | 2014年7月22日 - 2016年9月22日 （2014年9月号 - 2016年11月号）                                                            |          |
| 堕天使の事情                                     | 神仙寺瑛                              | まんがくらぶ                                 | 2014年9月4日 - 2018年2月5日 （2014年10月号 - 2018年3月号）                                                              |          |
| オリーブ! Believe,"Olive"?                       | 文月ふうろ                            | まんがタイムきらら                           | 2014年9月9日 - 2017年12月9日 （2014年10月号 - 2018年1月号）                                                             |          |
| けいさつのおにーさん                             | からけみ                              | まんがタイムジャンボ                         | 2014年10月号 - 連載中                                                                                                   |          |
| パンでPeace!                                     | emily                                 | コミックキューン                             | 2014年8月27日 - 2017年11月27日 （2014年10月号 - 2018年1月号）                                                           |          |
| ひなこのーと                                     | 三月                                  | コミックキューン                             | 2014年8月27日 - 2021年1月27日 （2014年10月号 - 2021年3月号）                                                            |          |
| ローカル女子の遠吠え                             | 瀬戸口みづき                          | まんがタイムスペシャル                       | 2014年10月号 - 連載中                                                                                                   |          |
| すわっぷ⇔すわっぷ                                | とめきち                              | まんがタイムきららキャラット                 | 2015年3月号 - 2019年4月号                                                                                               | [ 注 7 ] |

### 2016年
| タイトル         | 著者       | 掲載誌                 | 連載期間                                                    | 備考 |
| ---------------- | ---------- | ---------------------- | ----------------------------------------------------------- | ---- |
| ここから風林火山 | 柳原満月   | まんがタイムオリジナル | 2016年4月27日 - 2019年3月27日 （2016年6月号 - 2019年5月号） |      |
| 川柳少女         | 五十嵐正邦 | 週刊少年マガジン       | 2016年10月19日 - 2020年4月22日 （2016年47号 - 2020年21号）  |      |

### 2017年
| タイトル              | 著者                                      | 掲載誌                                                | 連載期間 | 備考              |
| --------------------- | ----------------------------------------- | ----------------------------------------------------- | --- | ----------------- |
| 恋する小惑星          | Quro                                      | まんがタイムきららキャラット                          | 2017年1月28日 - 2024年6月28日                                                                                      |                   |
| 私を球場に連れてって! | スーパーまさら（原作） うみのとも（作画） | まんがタイムきららMAX                                 | 2017年2月18日 - 2021年5月19日 （2017年4月号 - 2021年7月号）                                                        |                   |
| ねえ、ぴよちゃん      | 青沼貴子                                  | 中日新聞・東京新聞他                                  | 2017年4月1日 - 連載中                                                                                              |                   |
| mono                  | あfろ                                     | まんがタイムきららミラク まんがタイムきららキャラット | 2017年5月26日 - 2017年10月16日（まんがタイムきららミラク） 2017年12月28日 - 連載中（まんがタイムきららキャラット） | [ 注 8 ] [ 注 9 ] |

### 2018年
| タイトル                                         | 著者         | 掲載誌                            | 連載期間                                                                               | 備考      |
| ------------------------------------------------ | ------------ | --------------------------------- | -------------------------------------------------------------------------------------- | --------- |
| 放課後すとりっぷ                                 | 若鶏にこみ   | まんがタイムきらら                | 2017年12月9日 - 2019年11月9日 （2018年1月号 - 2019年12月号）                           | [ 注 10 ] |
| ぼっち・ざ・ろっく!                              | はまじあき   | まんがタイムきららMAX             | 2018年3月19日（2018年5月号） - 連載中                                                  | [ 注 11 ] |
| しょうこセンセイ!                                | なじみ       | まんがタイムきららMAX             | 2018年4月19日 - 2021年5月19日 （2018年6月号 - 2021年7月号）                            | [ 注 12 ] |
| RPG不動産                                        | 険持ちよ     | まんがタイムきららキャラット      | 2018年7月27日 - 2023年10月27日 （2018年9月号 - 2023年12月号）                          | [ 注 13 ] |
| イナズマイレブン アレスの天秤 4コマ&クイズクラブ | 杉谷和彦     | コロコロイチバン!                 | 2018年6月号 - 2019年6月号                                                              |           |
| デキる猫は今日も憂鬱                             | 山田ヒツジ   | 水曜日のシリウス 月刊少年シリウス | 2018年8月22日 - 連載中（水曜日のシリウス） 2021年10月26日 - 連載中（月刊少年シリウス） |           |
| 初恋*れ〜るとりっぷ                              | 永山ゆうのん | まんがタイムきららMAX             | 2018年10月19日 - 2021年10月19日 （2018年12月号 - 2021年12月号）                        | [ 注 14 ] |

### 2019年
| タイトル             | 著者       | 掲載誌                | 連載期間 | 備考      |
| -------------------- | ---------- | --------------------- | --- | --------- |
| 星屑テレパス         | 大熊らすこ | まんがタイムきらら    | 2019年7月9日（2019年8月号） - 連載中 | [ 注 15 ] |
| ホレンテ島の魔法使い | 谷津       | まんがタイムきららMAX | - 2019年11月19日 - 2019年12月19日 （2020年1月号 - 2020年2月号、ゲスト掲載） - 2020年2月19日 - 2022年2月19日 （2020年4月号 - 2022年4月号、連載） |           |

## 2020年代

### 2020年
| タイトル         | 著者             | 掲載誌                | 連載期間               | 備考      |
| ---------------- | ---------------- | --------------------- | ---------------------- | --------- |
| ぬるめた         | こかむも         | まんがタイムきららMAX | 2020年3月19日 - 連載中 | [ 注 16 ] |
| しあわせ鳥見んぐ | わらびもちきなこ | まんがタイムきらら    | 2020年10月9日 - 連載中 | [ 注 17 ] |

### 2021年
| タイトル     | 著者 | 掲載誌                       | 連載期間               | 備考      |
| ------------ | ---- | ---------------------------- | ---------------------- | --------- |
| ばっどがーる | 肉丸 | まんがタイムきららキャラット | 2021年3月27日 - 連載中 | [ 注 18 ] |

## 連載開始年が不明なもの
（※わかる方は並べ替えをお願いします。）
- 『あしたのナオコちゃん』（中西裕）（連載終了年不明）
- 『エレキング』（大橋ツヨシ）（-2011年）
- 『おたかぜ君』（植田まさし）（連載終了年不明）
- 『オトナのお菓子』（水田恐竜）（連載終了年不明）
- 『鏡の国の戦争』（いしいひさいち）（-2001年）
- 『風します?』（小道迷子）（連載終了年不明）
- 『がんばれ!!タブチくん!!』（いしいひさいち）（連載終了年不明）
- 『機動戦士ガンダム ハイブリッド4コマ大戦線』（谷和也）（-2013年）
- 『気分は形而上』（須賀原洋行）（連載終了年不明）
- 『今日の早川さん』(COCO)（-連載中）
- 『共鳴せよ!私立轟高校図書委員会』（D・キッサン）（-2009年）
- 『巨乳保育士高島みちこ』（鈴木ぺんた）（-2008年）
- 『グランプリ天国』（村山文夫）（-連載中）
- 『琴浦さん』（えのきづ）（-連載中）
- 『子供模様』（斉藤和樹）（-連載中）
- 『CONTINUE?』（ひさの瑠珈）（連載終了年不明）
- 『じゃがいぬくん』（すぎやままさこ）（連載終了年不明）
- 『邪夢パラダイス』（水田恐竜）（連載終了年不明）
- 『じゃじゃ忍トリッパー』（水田恐竜）（連載終了年不明）
- 『執念の刑事』（業田良家）（連載終了年不明）
- 『スウィート・ヴァレリアン』（ハタノヒヨコ / 原作：CLAMP）（連載終了年不明）
- 『すーちゃん』（益田ミリ）（連載終了年不明）
- 『すくーるライフ』（早野りんた）（-連載中）
- 『すずめのチュンちゃん』（あなだ♠もあ）（連載終了年不明）
- 『すっから母さん』（植田まさし）（連載終了年不明）
- 『だってヤンママ』（すみれいこ）（-連載中）
- 『タフなんだもん!』（水田恐竜）（連載終了年不明）
- 『ちいさいお姉さん』（ゆとり / 原作：マツダ靖）（-連載中）
- 『ちょんまげどん』（ほりのぶゆき）（連載終了年不明）
- 『天空の乙姫たち』（水田恐竜）（連載終了年不明）
- 『となりの美咲さん』（小本田絵舞）（-連載中）
- 『殿といっしょ』（大羽快）（-2017年）
- 『とらぶるスピリット!』（みなみ）（-連載中）
- 『ドル箱運んで3万歩〜新人ホールレディ奮闘日記〜』（まやひろむ）（-連載中）
- 『なかよし公園』（ねじまき我人）（-連載中）
- 『のんき君』（植田まさし）（連載終了年不明）
- 『白衣な彼女』（たかの宗美）（-2012年）
- 『ぱんぷきんブルマ』（水田恐竜）（連載終了年不明）
- 『ぴーえす珍化論』（岩井智）（-連載中）
- 『羊っ娘 メリーさん』（海月れおな）（-連載中）
- 『不憫系4コママンガドナドナちゃん』（ホシノユミコ）（-連載中）
- 『放課後キッチン』（水田恐竜）（連載終了年不明）
- 『放課後プレイ』（黒咲未導）（-連載中）
- 『ぽかぽかばんぱいあ』（しまだわかば）（-連載中）
- 『ポコあポコ』（小道迷子）（連載終了年不明）
- 『ぽぷりちゃん』（林雄一）（-2013年）
- 『本日の猫事情』（いわみちさくら）（-連載終了年不明）
- 『まさし君』（植田まさし）（連載終了年不明）
- 『まりんスクランブル』（水田恐竜）（連載終了年不明）
- 『みほカジ』（たかまつやよい）（-連載中）
- 『男子☆天国』（鈴木キヨハル）（-連載中）
- 『桃色忍法帖』（水田恐竜）（連載終了年不明）
- 『ももこACTIVITY』（水田恐竜）（連載終了年不明）
- 『USA』（北浜勇介）（-連載終了年不明）
- 『ゆーこモラトリアム』（水田恐竜）（連載終了年不明）
- 『油断ちゃん』（吉田戦車）（連載終了年不明）
- 『ようこそロードス島へ!』（百やしきれい）（連載終了年不明）
- 『4じてん。』（平尾リョウ）（-連載中）
- 『ワイはアサシオや』（いしいひさいち）（連載終了年不明）
- 『わたしのお嬢様』（樹るう）（-2011年）